# Педро Катеріано
Педро Катеріано (26 червня 1958 , Ліма ) — перуанський адвокат і політик, прем'єр-міністр Перу 2 квітня 2015 — 28 липня 2016 та 15 липня 2020 – 6 серпня 2020; раніше обіймав посаду міністра оборони липень 2012 — квітень 2015

## Раннє життя та освіта
Катеріано народився у Лімі 26 червня 1958 р. Його батьками був Педро Катеріано Дельгадо з Арекіпи та Клара Беллідо Дельгадо, а його дядько, полковник армії Андрес Непталі Катеріано-і-Алкала, служив міністром армії та флоту в уряді Хосе Пардо-і-Барреда.
Здобув середню освіту в Колегіо-де-ла-Інмакулада, який закінчив у 1975 році, Катеріано вступив до Папського католицького університету Перу, де вивчав право. Він також здобув докторський ступінь у Науково-дослідницкому інституті університету Ортега і Гассет, приєднаному до Мадридського університету Комплутенсу, спеціалізуючись на конституційному праві. Його професійний досвід охоплює правову, педагогічну, ділову та політичну галузі.

## Кар'єра
Катеріано вийшов на політичну сцену, коли обійняв місце у Перуанському конгресі від Руху Свободи. Обіймав посаду заступника міністра юстиції з 2001 по 2002 рік. Був названий спостерігачем від Організації американських держав (ОАД) на виборах в Гватемалі в 2007 році і представником Перу у Міжамериканській комісії з прав людини (МАКПЧ). Викладав право в університеті Ліми.
Був призначений міністром оборони 24 липня 2012 року у кабінет міністрів на чолі з Хуаном Хіменесом.
У квітні 2015 року президент Ольянта Умала призначив Катеріано на посаду прем'єр-міністра після того, як його попередник, Ана Хара Веласкес була відправлена у відставку за звинуваченням в організації стеження за членами парламенту і журналістами.
Коли новий президент Перу обійняв посаду в липні 2016 року, згідно з Конституцією країни пішов у відставку.
15 липня 2020 р. Президент Мартін Віскарра оголосив про зміну свого уряду через критику прем'єра Вісенте Себальоса щодо пандемії COVID-19 у Перу. Катеріано прийняв запрошення Віскарри сформувати новий кабінет і був приведений до присяги як прем'єр. За кілька днів раніше Катеріано подав у відставку з дорадчого органу Комітету Конституції Конгресу після того, як Конгрес жорстко розкритикував зміни до Конституції щодо недоторканності державних службовців.